# Jahi Di'Allo Winston
Jahi Di'Allo Winston, född den 30 november 2003 i Atlanta, Georgia är en amerikansk skådespelare.
Winston har bland annat medverkat i filmerna Queen & Slim från 2019, Twelve från 2020 och We Have a Ghost från 2023 där han i de två sistnämnda spelat en av huvudrollerna.

## Filmografi (i urval)
- 2019: Queen & Slim
- 2020: Twelve
- 2023: We Have a Ghost